# Nowickowicze
Nowickowicze (biał. Навіцкавічы, Nawickawiczy; ros. Новицковичи, Nowickowiczi) – agromiasteczko na Białorusi, w obwodzie brzeskim, w rejonie kamienieckim, w sielsowiecie Nowickowicze, w granicach Parku Narodowego „Puszcza Białowieska”, nad Leśną i przy drodze republikańskiej R98.

## Historia
W XIX i w początkach XX w. położone były w Rosji, w guberni grodzieńskiej, w powiecie brzeskim, w gminie Dmitrowicze.
W dwudziestoleciu międzywojennym leżały w Polsce, w województwie poleskim, w powiecie brzeskim, w gminie Dmitrowicze. W 1921 miejscowość liczyła 267 mieszkańców, zamieszkałych w 55 budynkach, wyłącznie Białorusinów wyznania prawosławnego.
Po II wojnie światowej w granicach Związku Sowieckiego. Od 1991 w niepodległej Białorusi.